# 末松誠 (ハンドボール)
末松 誠（すえまつ まこと、1982年3月19日 - ）は、大分県出身の元ハンドボール選手、指導者。

## 経歴
大分国際情報高等学校、国士舘大学卒業。2003年に大同特殊鋼フェニックスに入部。
2005年の第10回ヒロシマ国際ハンドボール大会では日本代表に選出。2007年には北京オリンピック予選に参加した。
2012年-13年シーズンから大同特殊鋼の選手兼任監督に就任。同シーズン限りで現役を引退し、監督専任となった。
2016-17年シーズンから総監督に就任。18年に勇退。
2022-23年シーズン、再び大同特殊鋼の監督就任。

## 詳細情報

### 年度別選手成績
| 年      | チーム     | 試合 | フィールド 得点 | 率   | 7m    | 合計    | 警告 | 退場 | 失格 |
| ------- | ---------- | ---- | --------------- | ---- | ----- | ------- | ---- | ---- | ---- |
| 2007-08 | 大同特殊鋼 | 16   | 113/198         | .571 | 14/17 | 127/215 | 2    | 3    | 0    |
| 2008-09 | 大同特殊鋼 | 18   | 116/188         | .617 | 23/27 | 139/215 | 5    | 2    | 0    |
| 2009-10 | 大同特殊鋼 | 14   | 96/139          | .691 | 11/18 | 107/157 | 2    | 3    | 0    |
| 2010-11 | 大同特殊鋼 | 14   | 74/134          | .552 | 5/6   | 79/140  | 1    | 1    | 0    |
| 2011-12 | 大同特殊鋼 | 14   | 70/126          | .556 | 3/3   | 73/129  | 3    | 0    | 0    |
| 2012-13 | 大同特殊鋼 | 12   | 28/56           | .500 | 0/0   | 28/56   | 2    | 1    | 0    |

- 各年度の太字はリーグ最高
- 2006-07年シーズン以前の成績はランニングスコアが公開されていないため省略

### 通算選手成績
| JHL：10年 | フィールド 得点 | 率   | 7m     | 合計     |
| --------- | --------------- | ---- | ------ | -------- |
| JHL：10年 | 747/1309        | .571 | 83/105 | 830/1414 |

### 年度別監督成績

#### レギュラーシーズン
| 年       | リーグ   | チーム     | 順位     | 試合 | 勝利 | 引分 | 敗戦 | 得点 | 失点 |
| -------- | -------- | ---------- | -------- | ---- | ---- | ---- | ---- | ---- | ---- |
| 2012-13  | JHL      | 大同特殊鋼 | 4位      | 16   | 8    | 1    | 7    | 438  | 402  |
| 2013-14  | JHL      | 大同特殊鋼 | 3位      | 16   | 11   | 1    | 4    | 447  | 385  |
| 2014-15  | JHL      | 大同特殊鋼 | 3位      | 16   | 10   | 1    | 5    | 405  | 372  |
| 2015-16  | JHL      | 大同特殊鋼 | 4位      | 16   | 9    | 1    | 6    | 426  | 394  |
| 2022-23  | JHL      | 大同特殊鋼 | 4位      | 21   | 13   | 4    | 4    | 673  | 637  |
| JHL：5年 | JHL：5年 | JHL：5年   | JHL：5年 | 85   | 51   | 8    | 26   | 2389 | 2190 |

#### プレーオフ
| 年      | 大会名                | 対戦相手   | 勝敗             |
| ------- | --------------------- | ---------- | ---------------- |
| 2012-13 | プレーオフ準決勝      | 大崎電気   | 27-24 / 決勝進出 |
| 2012-13 | プレーオフ決勝        | トヨタ車体 | 27-19 / 優勝     |
| 2013-14 | プレーオフ準決勝      | 大崎電気   | 30-29 / 決勝進出 |
| 2013-14 | プレーオフ決勝        | トヨタ車体 | 32-31 / 優勝     |
| 2014-15 | プレーオフ準決勝      | トヨタ車体 | 26-23 / 決勝進出 |
| 2014-15 | プレーオフ決勝        | 大崎電気   | 23-19 / 優勝     |
| 2015-16 | プレーオフ準決勝      | 大崎電気   | 18-19 / 敗退     |
| 2022-23 | プレーオフ第1ステージ | トヨタ車体 | 24-36 / 敗退     |

### タイトル・表彰

#### 日本ハンドボールリーグ
- 最高殊勲選手賞：2回 (2006年・2011年)
- 最優秀選手賞：1回 (2009年)
- ベストセブン賞：4回 (2007年・2008年・2009年・2010年)
- 得点王：3回 (2007年・2008年・2009年)
- フィールド得点賞：2回 (2007年・2009年)
- シュート率賞：2回 (2008年・2009年)
- 最優秀監督賞：3回 (2012年・2013年・2014年)

#### 日本選手権
- 最優秀選手：1回 (2007年)

#### 社会人選手権
※前身の実業団選手権を含む
- MVP：2回 (2005年・2011年)
- ベストセブン：3回 (2007年・2009年・2010年)
- 優秀監督賞：1回 (2013年)

### 記録
- 通算400得点：2008年3月2日、対Honda戦（東海市民体育館）[7]
- 通算500得点：2008年11月29日、対トヨタ自動車戦（甲州市塩山体育館）[8]
- 通算600得点：2009年11月14日、対北陸電力戦（北陸電力福井体育館フレア）[9]
- 100試合連続得点：2010年9月12日、対豊田合成戦（三好公園総合体育館）[10]
- 通算700得点：2010年10月30日、対豊田合成戦（豊田合成株式会社健康管理センター）[10]
- 通算800得点：2012年3月4日、対トヨタ紡織九州戦（神埼中央公園体育館）[11]